# Fāl-Nāma

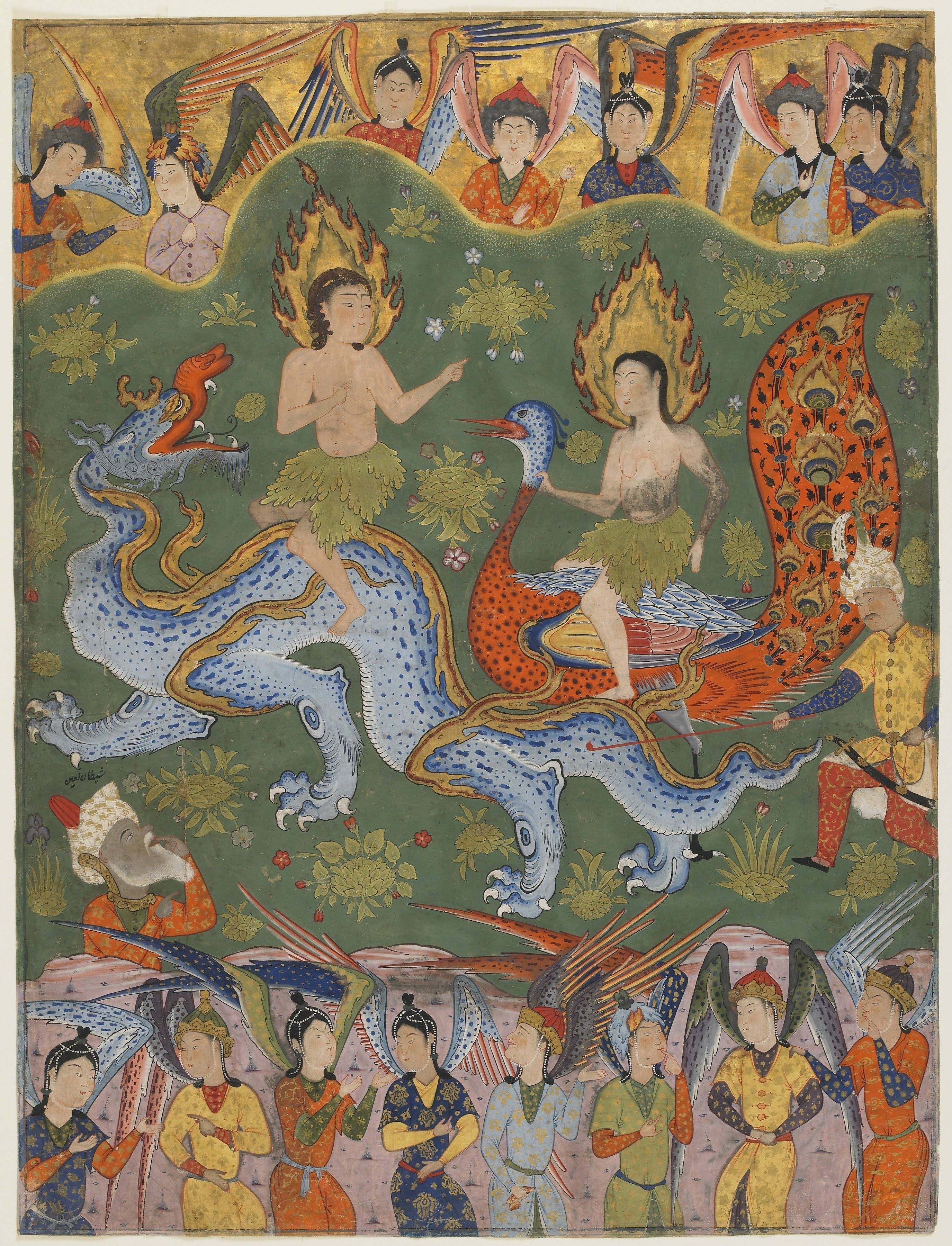
Die Vertreibung aus dem Paradies aus einer Handschrift des Dschaʿfar as-Sādiq zugeschriebenen Fāl-Nāma

Fāl-Nāma (persisch فال نامه, DMG fāl-nāma, ‚Orakel-Buch‘, Plural فال نامه ها, DMG fāl-nāmahā) bezeichnet ein Buch, das, vor allem in Iran, zur Vorhersage der Zukunft mittels Stichomantie verwendet wird.
Dabei werden zwei Arten von Büchern verwendet:
1. Gedichtbände, insbesondere der Dīwān des Hafis, die zufällig aufgeschlagen werden. Der Vers, der zuerst ins Auge fällt, ist das Omen, der Rest des Gedichtes dessen Erläuterung.
2. Spezielle Fāl-Nāmahā, hier meist das dem 6. Imam der Zwölfer-Schia, Dschaʿfar as-Sādiq, zugeschriebene Werk, die dann auch Anleitungen zur Deutung der Weissagung enthalten.